# BET-Messung
Die BET-Messung ist ein Begriff für ein Analyseverfahren zur Größenbestimmung von Oberflächen, insbesondere poröser Festkörper, mittels Gasadsorption.
Streng genommen handelt es sich nicht um eine Messung, sondern vielmehr um eine Methode der Oberflächenchemie, mit welcher die massenbezogene spezifische Oberfläche aus experimentellen Daten errechnet wird. „BET“ steht dabei für die Nachnamen der Entwickler des BET-Modells, Stephen Brunauer, Paul Hugh Emmett und Edward Teller, die die Theorie 1938 in ihren Grundzügen erstmals publizierten.

## Beschreibung
Für die BET-Messung werden unterschiedliche Messgeräte verwendet, meist Mehrpunkt-BET-Geräte gegenüber den mit einem systematischen Fehler behafteten Einpunkt-BET-Geräten. Ausführlich ist dies in den Normen DIN ISO 9277 bzw. der bisher gültigen DIN 66131 beschrieben. Ein Gas (Adsorptiv), häufig Stickstoff, wird über das zu untersuchende Material (Adsorbens) geleitet. Aufgrund von Kühlung, meist durch flüssigen Stickstoff (−196 °C), kann man mit einem Normaldruckmessgerät unterhalb des Sättigungsdampfdruckes des Messgases die adsorbierte Menge bestimmen (Adsorption). Kondensation würde das Messergebnis verfälschen, findet aber nicht statt, solange der Sättigungsdampfdruck nicht erreicht wird. Anschließende Verringerung des Drucks innerhalb der Apparatur löst einen Teil der adsorbierten Gasmenge von der Oberfläche (Desorption). Dadurch kann eine Adsorptions-Desorptions-Isotherme ermittelt werden. In bestimmten Druckbereichen (oft im Relativdruckbereich 0,05 bis 0,3, der deshalb z. B. mit fünf Messpunkten auch komplett vermessen werden sollte) ist die dabei gemessene Menge an adsorbiertem oder freiwerdendem Gas proportional zur Oberfläche.
Die BET-Oberfläche wird üblicherweise in der Einheit Quadratmeter pro Gramm (m2·g−1) angegeben. Hochdisperse Kieselsäuren besitzen beispielsweise eine spezifische BET-Oberfläche von 200–800 m2·g−1.
Aktivkohle erreicht eine spezifische BET-Oberfläche von bis zu 1200 m2·g−1.